# Dolichoderus plagiatus
Dolichoderus plagiatus é uma espécie de formiga do gênero Dolichoderus.